# Cəbrayıl Həsənov
Cəbrayıl İlham oğlu Həsənov (ur. 24 lutego 1990)) – azerski zapaśnik walczący w stylu wolnym. Dwukrotny olimpijczyk. Brązowy medalista olimpijski w Rio de Janeiro 2016 w kategorii 74 kg i piąty w Londynie 2012 w kategorii 66 kg.
Srebrny medalista mistrzostw świata w 2018 i 2019; brązowy w 2010 i 2011. Ośmiokrotny medalista mistrzostw Europy, zwycięzca z 2010, 2011 i 2019. Trzeci na igrzyskach europejskich w 2015. Wicemistrz uniwersjady w 2013. Drugi w Pucharze Świata w 2012 i 2018; trzeci w 2015 i 2017; ósmy w 2009. Mistrz świata juniorów z 2009 roku.

## Turniej wLondynie 2012
| Konkurencja         | Walki        | Walki                | Walki                | Walki                       | Walki               | Klas. końcowa |
| Konkurencja         | Przeciwnik I | Przeciwnik II        | Ćwierćfinał          | Półfinał                    | Repasaże            | Miejsce       |
| ------------------- | ------------ | -------------------- | -------------------- | --------------------------- | ------------------- | ------------- |
| styl wolny do 66 kg | wolny los    | Łeonid Bazan (BUL) W | Ali Shabanov (BLR) W | Tatsuhiro Yonemitsu (JPN) L | Liván López (CUB) L | V             |